# Мајка Русија
Мајка Русија (рус. Россия-матушка, Мать-Россия, Матушка Русь) је национална персонификација Русије у земљи и иностранству; важна компонента националног идентитета који се огледа у књижевности, уметности, војној пропаганди, политичкој реторици, популарној култури.

## Политичка реторика
Симбол мајке земље је значајан елемент руске политичке културе. Да би потврдили сопствени легитимитет, власти користе идеју хијерогамије, светог брака „Мајке Русије“ и владарке , која је представљена као њен заштитник од спољашњих и унутрашњих непријатеља који јој прете. Политичка опозиција, заузврат, говори о имиџу Отаџбине, која пати од самовоље власти, која се проглашава неправедном и често страном (на пример, у популизму 19. века).

## Историја

### Средњевековни период
У древној руској култури слика руске земље, приказана у женском, најчешће као мајка, постала је широко распрострањена. У 16. веку поприма изглед Свете руске мајке-земље (Свете Русије) под утицајем дела Максима Грка и Андреја Курбског.

### Руско царство
У петровско доба, термин „Отаџбина“ се чешће користи за означавање државе, међутим, лик Мајке Русије појављује се и у текстовима Феофана Прокоповича и Гавриила Бужинског, а касније и В. Тредијаковског и М. Ломоносова. У наредна два века израз се широко користи у књижевности, ликовној уметности, музици, војној и политичкој пропаганди.

### Совјетски период
Током Октобарске револуције и грађанског рата, израз је био активно укључен у пропаганду присталица Белог покрета, који су борбу против бољшевика тумачили као битку са „странцима“ као „угњетавачима Мајке Русије“. Идеја о напаћеној Отаџбини карактеристична је и за културу руске дијаспоре.
У идеологији бољшевизма са класним приоритетом над националним („Пролетери немају отаџбину“) лик Мајке Русије је игнорисан или коришћен као симбол заосталости царске Русије, њене инерције  као и националног угњетавања.
Матерински имиџ земље вратио се у совјетску пропаганду у лику совјетске домовине, која је постала кључни елемент совјетског патриотизма, средином 1930-их. За разлику од предреволуционарне „Мајке Русије“, совјетска матица је представљена као мајка свих народа СССР-а.
Та слика Русије као мајке је постала једна од најуочљивијих током Великог отаџбинског рата, чији је почетак обележен појавом плаката И. Тоидзе „Отаџбина зове!“, који је постао симбол свог времена. Такви заплети ратне културе су се односили на мајчински имиџ земље, као што је мајка која благосиља сина да се бори против непријатеља ; мајка која штити своје дете; страдање совјетских жена.
Током Хладног рата, мајчински симбол земље коришћен је у пракси комеморације, у легитимисању власти у Совјетском Савезу, као и у идеолошкој конфронтацији са Западом. Слика ожалошћене Отаџбине, која оплакује своје синове и кћери који су пали у Великом отаџбинском рату, наглашавала је улогу земље у борби за мир против америчких империјалиста као "ратних хушкача".

### Постсовјетски период
Распад СССР- а пратила је деконструкција симбола совјетске епохе, укључујући и Отаџбину, што се одразило на појаву алтернативних женских слика Русије (нпр. маћеха).
Опозиција 1990-их је активно користила имиџ понижене Мајке Русије да критикује Јељцина.
Године 2000-те карактерише „рехабилитација” имиџа Мајке Русије од стране власти и његово укључивање у унутрашњу и спољнополитичку пропаганду и демографску политику.
Слика је популарна у савременој руској култури, укључујући музику и поезију, поставља се на рекламне постере, спортске транспаренте итд.

## „Мајка Русија“ у страној култури
„Мајка Русија“ је важна компонента западног погледа на Русију, дизајнирана да укаже на праву рускост и покаже разлику између Русије и Запада. С једне стране, „Мајка Русија“ изазива симпатије због своје отворености, искрености, блискости природи, братства које побеђује западни егоизам. С друге стране, овим термином се карактерише „архаизам“ Русије, њена „нецивилизација“, руски национализам. Проширио се у западној популарној култури, појављујући се у филмовима, фикцијама, цртаним филмовима, поп музици, компјутерским играма.
- Mütterchen Russland је песма са албума Veni Vidi Vici аустријске певачице Nachtmahr.
- Mother Russia је песма са албума No Prayer for the Dying групе Ајрон Мејден.
- У стиховима песме Panzerkampf од Сабатона.
- Mother Russia је песма групе Renaissance.
- Mother Russia је песма са албума Floodland групе The Sisters of Mercy.
- Mother Russia (Doctor Who аудио) је аудио драма заснована на британској ТВ серији Доктор Ху.
- For Mother Russia! је бојни поклич руског рвача Зангијева у популарној игрици Street Fighter IV.
- Mother Russia је лик у стрипу Kick-Ass.
- Muva Russia је микстејп америчког хип хоп уметника Fat Trel-а.